# 최금강
최금강(崔今康, 1989년 4월 26일 ~ )은 전 KBO 리그 파주 챌린저스의 투수이다.

## 아마추어 시절
2007년 미추홀기 전국고교야구대회에 강지광, 김재환과 함께 활약하며 인천고등학교 야구부 우승에 일조했다. 하지만 고질적인 제구력 문제로 인해 프로 지명을 받지 못하고 인하대학교에 진학했다. 인하대학교에서 좋은 활약을 펼쳤지만 역시 제구력이 개선되지 않아 지명을 받지 못했다.

## NC 다이노스시절

### 2012년시즌
지명을 받지 못해 일찌감치 트라이아웃에 참가했다. 2011년에 열린트라이아웃에 합격해 육성선수로 입단하였다. 2012년에는 2군에서 선발과 불펜을 오가며 인상적인 활약을 보여줬다.

### 2013년시즌
1군에 올라와 주로 중간 계투로 등판했다. 2013년 4월 24일 KIA전에 등판해 3이닝 퍼펙트를 기록하며 무승부를 기록했고, 이는 팀의 첫 무승부 경기였다. 5월 8일 한화전에서 데뷔 첫 홀드를 기록했다. 30경기에 출장해 2패, 4홀드, 4점대 평균자책점을 기록했다.

### 2014년시즌
출전 기회가 크게 줄어들었다. 4경기에 등판해 9점대 평균자책점을 기록했다.
시즌 후 허준이 은퇴했고, 팀의 트라이아웃 출신 선수는 김진성과 유이하게 됐다.

### 2015년시즌
4월 8일 KIA전에서 데뷔 첫 승을 기록했다. 개막 후 3~4월에는 16이닝 2승 1패, 평균자책점 5.63으로 불안했지만, 5월에는 19.2이닝 1승 2패, 5홀드, 평균자책점 1.83, 6월에는 15.2이닝 1승, 3홀드, 평균자책점 2.30을 기록했다. 전반기 51경기 57.2이닝에 등판해 4승 3패, 9홀드, 평균자책점 2.97, 25볼넷, 37탈삼진을 기록했다.
7월 25일 두산전에서 데뷔 첫 두 자릿수 홀드를 기록했다.
시즌 78경기에 등판해 89.2이닝 3점대 평균자책점, 6승 5패, 14홀드를 기록했다. 최다 경기 출장 2위를 기록해 필승조 불펜으로 활약했다. 시즌 후 인터뷰를 통해 "1군 풀타임은 첫 해 감독·코치님께서 기회를 주신 덕분에 행복한 1년을 보낼 수 있었다. 한 해 동안 여러 모로 많은 것을 배울 수 있었다. 아마추어나 2군에서 하던 것과 다르게 1군에서는 한 시즌 꾸준하게 하는 것이 쉽지 않았다. 꾸준함을 보완하고 싶다"고 말했다.

#### 2015년플레이오프
2경기에 등판해 2이닝 무실점을 기록했다.
| 평균자책점 | 경기 | 완투 | 완봉 | 승 | 패 | 세 | 홀 | 이닝 | 피안타 | 피홈런 | 볼넷 | 사구 | 삼진 | 실점 | 자책점 |
| ---------- | ---- | ---- | ---- | -- | -- | -- | -- | ---- | ------ | ------ | ---- | ---- | ---- | ---- | ------ |
| 0.00       | 2    | 0    | 0    | 0  | 0  | 0  | 0  | 2    | 0      | 0      | 0    | 1    | 2    | 0    | 0      |

### 2016년시즌
8월 6일 한화전에서 데뷔 후 첫 선발 등판해 5.2이닝 3피안타, 1사구, 4탈삼진, 1실점을 기록했고, 첫 선발 승 및 시즌 7승을 기록했다.

### 2021년 시즌
10월 7일  방출되었다.

## 에피소드
- NC 다이노스 잔류군과 경남대학교와의 경기에서 볼만 28개를 던지며 제구가 불안정했다. 그 후 절치부심해 훈련을 모두 소화한 후 배팅볼 3~4개 박스를 매일 던지며 제구력이 향상됐다. 2015년 시즌 전 당시 투수코치였던 최일언과 함께 밤낮으로 훈련하며 제구력이 좋아졌다.
- 2015년 8월 초까지 박정진에 이어 최다 출장 2위를 기록했는데, 그는 "노예라는 말이 정말 듣기 좋다. 그만큼 팀에 도움이 될 수 있다는 뜻이기 때문"이라며 "나는 몸이 안 아픈 것 말고는 타고난 능력이 없다. 그래서 최대한 많이 던지고 싶다. 이기고 있는 상황이든, 지고 있는 상황이든 상관 없다. 많이 던져서 조금이라도 팀에 보탬이 되고 싶다"고 강한 책임감을 보이는 발언을 했다.[9]

## 출신 학교
- 인천서흥초등학교
- 동산중학교
- 인천고등학교
- 인하대학교

## 통산 기록
| 연도 | 팀명  | 평균자책점 | 경기 | 완투 | 완봉 | 승 | 패 | 세 | 홀 | 승률  | 타자 | 이닝  | 피안타 | 피홈런 | 볼넷 | 사구 | 탈삼진 | 실점 | 자책점 |
| ---- | ----- | ---------- | ---- | ---- | ---- | -- | -- | -- | -- | ----- | ---- | ----- | ------ | ------ | ---- | ---- | ------ | ---- | ------ |
| 2013 | NC    | 4.28       | 30   | 0    | 0    | 0  | 2  | 0  | 4  | 0.000 | 158  | 33.2  | 32     | 0      | 20   | 4    | 33     | 17   | 16     |
| 2014 | NC    | 9.00       | 4    | 0    | 0    | 0  | 0  | 0  | 0  | -     | 24   | 5     | 9      | 0      | 2    | 0    | 4      | 5    | 5      |
| 2015 | NC    | 3.71       | 78   | 0    | 0    | 6  | 5  | 1  | 14 | 0.545 | 384  | 89.2  | 77     | 11     | 37   | 11   | 61     | 40   | 37     |
| 2016 | NC    | 5.00       | 52   | 0    | 0    | 11 | 4  | 2  | 4  | 0.733 | 486  | 108   | 123    | 13     | 36   | 8    | 84     | 65   | 60     |
| 2017 | NC    | 7.33       | 39   | 0    | 0    | 5  | 3  | 0  | 0  | 0.625 | 418  | 89.2  | 111    | 15     | 34   | 12   | 51     | 79   | 73     |
| 2018 | NC    | 8.44       | 19   | 0    | 0    | 0  | 1  | 0  | 1  | 0.000 | 183  | 37.1  | 51     | 8      | 22   | 2    | 18     | 36   | 35     |
| 2021 | NC    | 4.50       | 20   | 0    | 0    | 2  | 1  | 1  | 0  | 0.667 | 129  | 28    | 29     | 4      | 17   | 2    | 25     | 14   | 14     |
| 통산 | 7시즌 | 5.52       | 242  | 0    | 0    | 24 | 16 | 4  | 23 | 0.600 | 1782 | 391.1 | 432    | 51     | 168  | 39   | 276    | 256  | 240    |